# La 628-E8

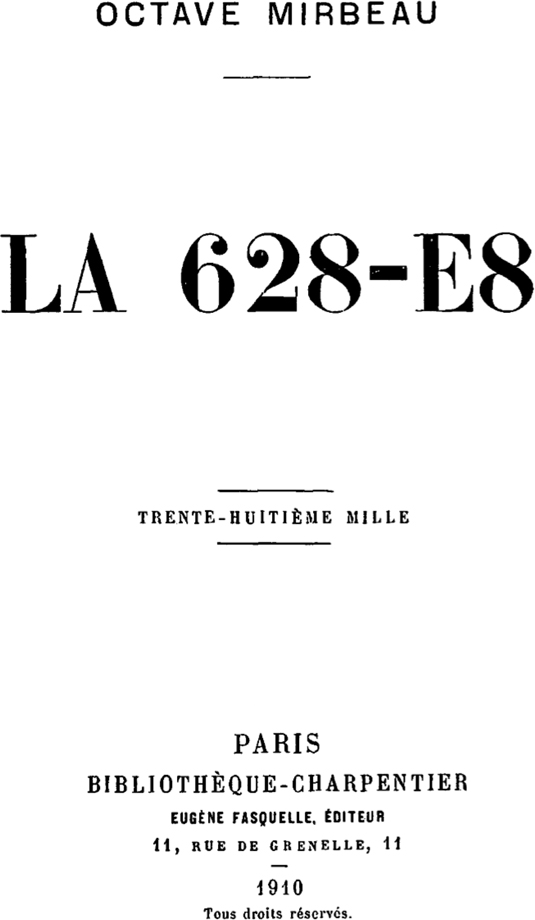
La 628-E8.

Octave Mirbeau La 628-E8 című regénye  1907 novemberében jelent meg a  Fasquelle kiadónál. A cím a regényíró Charron márkájú autójának rendszámára utal. A regényíró-elbeszélő ezzel a gépkocsival járta be Észak-Franciaországot, Belgiumot, Hollandiát és Németországot.

## Cselekménye
|  | Alább a cselekmény részletei következnek! |

A körülöttünk lévő világ érzékelését, illetve magának az elbeszélésnek a lehetőségét is módosító autó tekinthető e különös szöveg főszereplőjének, amely egyszerre merít az útleírás, a riport, az interjú vagy éppen az anekdota hagyományából.
|  | Itt a vége a cselekmény részletezésének! |

## Hatása
Mirbeau regénye igencsak megosztotta a kortárs olvasókat, akik vitatták a németekről adott pozitív kép jogosságát – ne feledjük, hogy néhány év múlva az első világháború állítja majd szembe a két országot.
Balzac özvegye lányának kérésére a regényírónak a már kinyomtatott kötetekből ki kellett vágatnia a Balzac haláláról szóló részt. A regény újabb kiadásai a teljes szöveget közlik.

## Külső hivatkozások
- Octave Mirbeau, La 628-E8.
- Octave Mirbeau, La Mort de Balzac.
- Pierre Michel regényhez írott előszava[halott link].